# آرثر كوك (سياسي نيوزلندي)
آرثر كوك (بالإنجليزية: Arthur Cook)‏ هو نقابي وسياسي نيوزلندي، ولد في 1886 في أستراليا، وتوفي في 4 مارس 1943. حزبياً، نشط في حزب العمال النيوزيلندي.